# Ἀ
Cette page contient des caractères spéciaux ou non latins. S’ils s’affichent mal (▯, ?, etc.), consultez la page d’aide Unicode.
Alpha esprit doux (capitale Ἀ, minuscule ἀ) est une lettre de l’alphabet grec polytonique utilisé pour le grec ancien.

## Représentations informatiques
L’alpha esprit doux peut être représenté avec les caractères Unicode suivants :
- précomposé (grec étendu)[1] :
  - capitale Ἀ : U+1F08
  - minuscule ἀ : U+1F00
- décomposé (grec et copte, diacritiques) :
  - capitale Ἀ : U+0391 U+0313
  - minuscule ἀ : U+03B1 U+0313